# Ровное (Амурская область)
Ро́вное — село в Благовещенском районе Амурской области, Россия.
Входит в Волковский сельсовет.

## География
Село Ровное стоит в 5 км от левого берега реки Зея и устья реки Ивановка.
Село Ровное расположено вблизи автодороги, идущей от автотрассы областного значения Благовещенск — Тамбовка к селу Усть-Ивановка.
Расстояние до Благовещенска — 15 км (через Владимировку).
Расстояние до административного центра Волковского сельсовета села Волково — 5 км (на юг).

## Население
| 2002 | 2010 | 2012 | 2013 | 2014 | 2015 | 2016 |
| ---- | ---- | ---- | ---- | ---- | ---- | ---- |
| 398  | ↘391 | ↗395 | ↗408 | ↘401 | ↗408 | ↗417 |
| 2017 | 2018 |      |      |      |      |      |
| ↘415 | ↗420 |      |      |      |      |      |

## Инфраструктура
- Сельскохозяйственные предприятия Благовещенского района.